# Chip E.
Irwin Larry Eberhart II (né en 1966 à Chicago, dans l'Illinois), officiellement connu sous le nom de Chip E., est un DJ, compositeur et producteur américain de musique électronique. Il s'impose, grâce à des morceaux tels que Like this (1985), It's House (1985) et Time to Jack (1986), comme l'un des pionniers de la house de Chicago, à l'instar de Jesse Saunders et Vince Lawrence, entre autres.

## Biographie
Ses compositions se caractérisent par un son généralement très brut, épuré et percutant – à l'inverse de ses homologues Larry Heard et Marshall Jefferson qui eux développent un style de house foisonnant et sophistiqué –, en un sens annonciateur des beats hip-hop des années [Lesquelles ?] où les bruits de « clap » et de « ride » synthétiques prédominent. À cet égard, le titre Like this, outre le fait d'être l'une des créations phares de la house, se présente comme un bijou de minimalisme et d'efficacité.
Ne parvenant pas à dénoncer le contrat qui le lie au label DJ International Records, Chip E. décide de mettre un terme à sa carrière de musicien en 1988, bien qu'il fasse un come-back en 1994 le temps d'un morceau (Safe Sax, en collaboration avec un certain Ramjac). Malgré sa « retraite » prématurée, Chip E. est considéré[Par qui ?] comme l'un des grands maîtres de la house des premières heures[réf. nécessaire]. Aucun aficionado du genre ne viendra sans doute contester le titre de « Godfather of House Music » (Parrain de la house) qu'on lui a attribué.

## Discographie partielle
- 1985 : Chip E. – Jack Trax (Gotta Dance Records)
- 1985 : Chip E. Inc. featuring K. Joy – Like This (D.J. International Records)
- 1986 : Chip E. – If You Only Knew (D.J. International Records)
- 1986 : Chip E. – Time to Jack (Underground)
- 1986 : House People – Godfather of House (Underground)
- 1986 : House People – Jack Me Frankie - Power House (Underground)
- 1994 : Ram Jac and Chip E. – Safe Sax (Link Records)
- 2005 : Cassio Ware, Chip E. and The OG's – I Wanna See You Freak (Like Dis) (Dopewax)